# Great Ocean Road
A Great Ocean Road (szó szerinti fordításban magyarul „Nagy óceáni út”) egy 243 km hosszúságú partmenti útszakasz Délkelet-Ausztráliában, Victoria államban. E szakasz az ausztrál nemzeti örökség része. Az I. világháborúból visszatért katonák építették 1919 és 1932 között. Számos Viktória-korabeli város fekszik az út mentén.

## Földrajz
Az út nagy része a tengerparton vezet végig, szörfparadicsomokon, hangulatos üdülővárosokon és az Otway Nemzeti Park egy részén keresztül is. Mellette nem ritka látvány az esőerdő sem. A Great Ocean Road legnagyobb látványossága a 12 Apostol, egy mészkő-oszlop csoport az óceánban. Ma már csak hét apostol látható, a többit az állandó erős hullámzás és az árapály eróziója ledöntötte. A London Bridge elnevezés is egy sziklát jelent, az egyik legmonumentálisabbat, melynek az egyik partközeli íve 1990-ben leszakadt, át is keresztelték, de az ott élők azóta is így emlegetik. Az óceán itt nemcsak a sziklákat pusztítja, rengeteg hajó is zátonyra fut a part mentén.

## Történelem

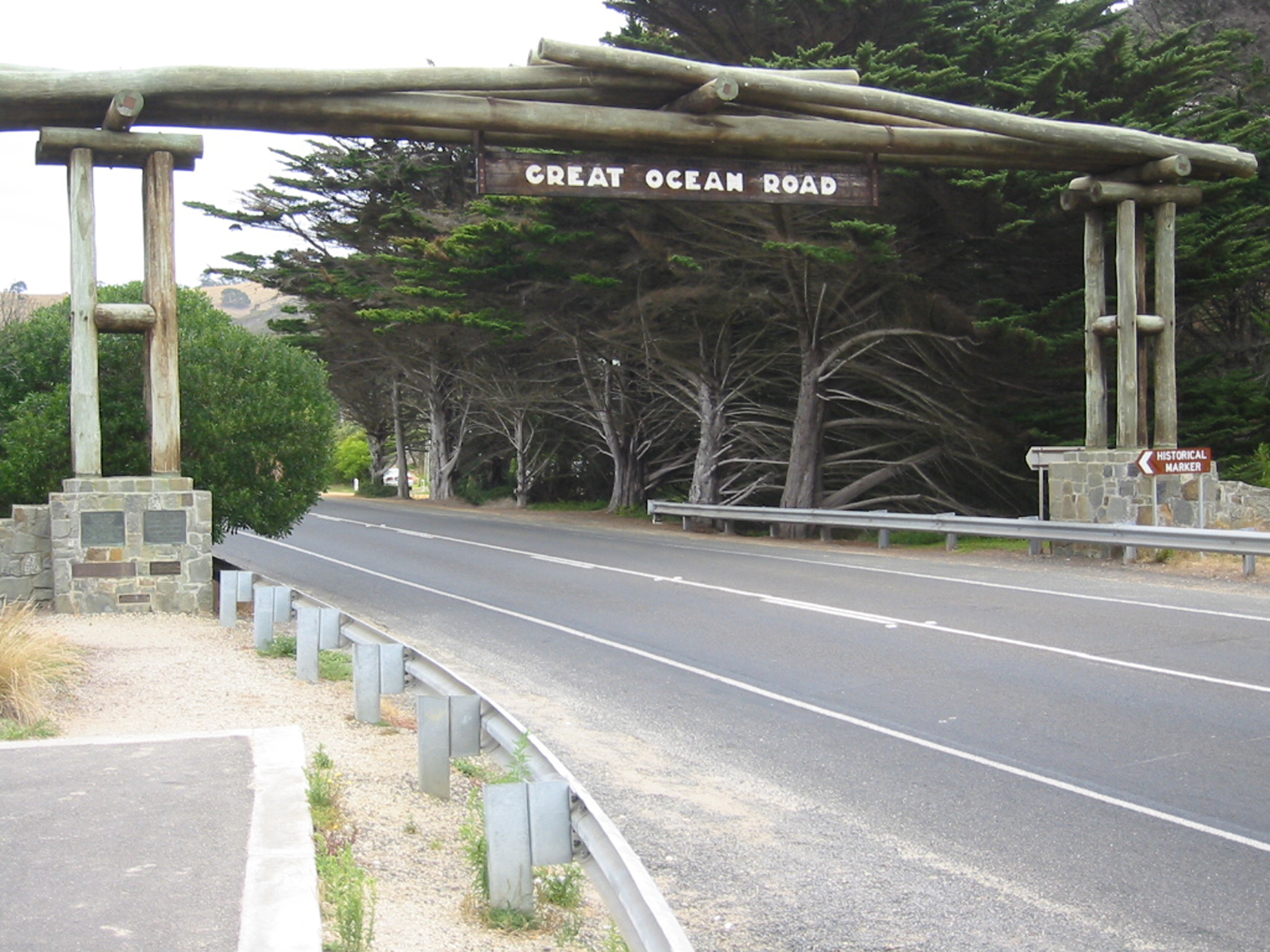
Az út kapuja

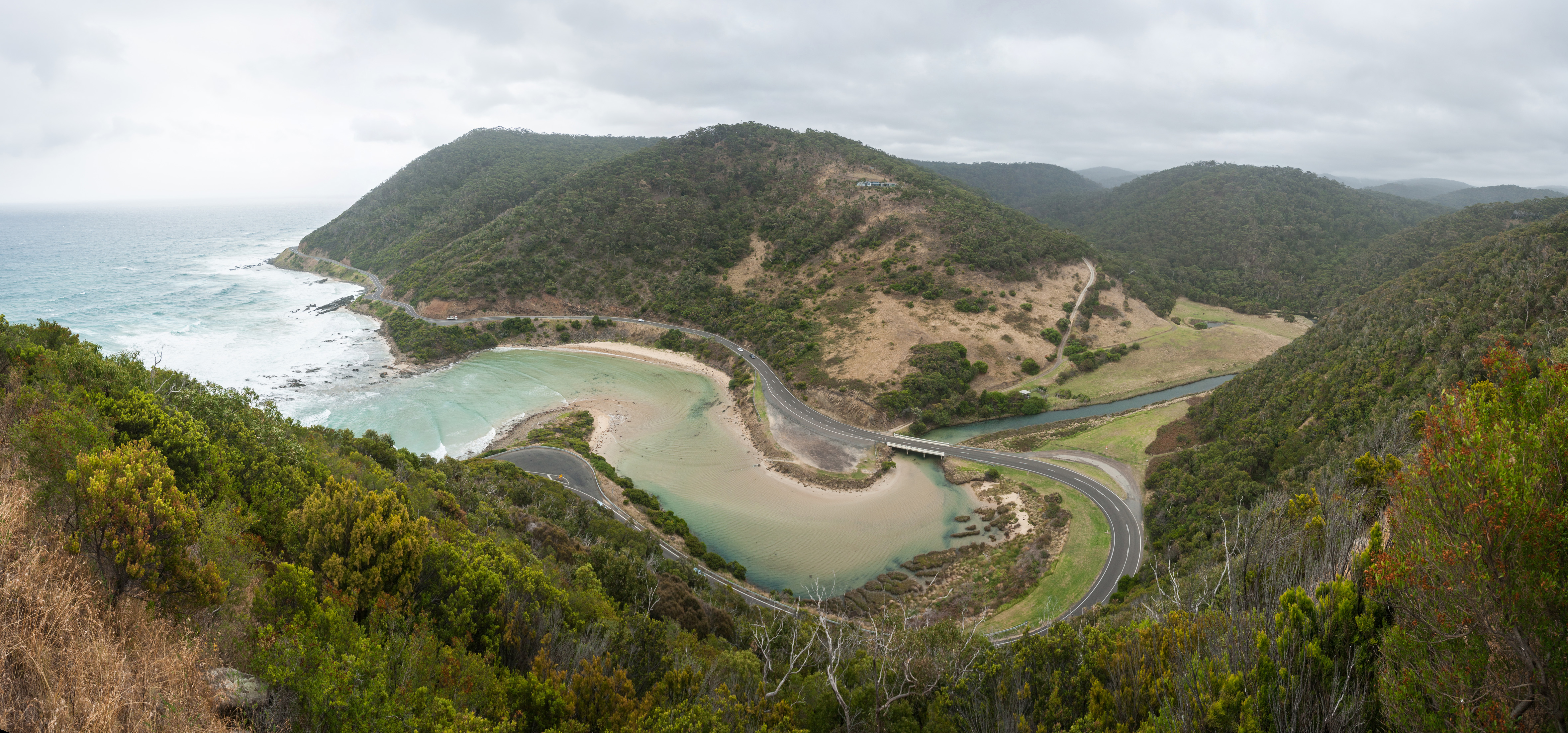
Az út panorámája Lornétól délre, a Teddy kilátójából

Az utat a szükség hívta életre. Amíg az út meg nem épült, a városok, melyeket ma érint, teljesen elszigeteltek voltak. Az út kapujának bal oldalán szobor formájában örökítették meg létrejöttének történetét, emléket állítva ezzel az utat megépítő sok száz hazafinak.  Az országot védő katonákat kicsivel azután hogy hazatértek a háborúból, 1919 szeptemberében útépítésre fogták. A kormány így adott munkát a hazatért 3000 katonának, akik elesett bajtársaik tiszteletére, háborús emlékműként építették az utat. A katonaruhát munkásruhára cserélő férfiakra újabb kemény feladat várt. A sűrű erdőben csak lassan tudtak haladni. Egy hónapban kb. 3 km-t tudtak kiépíteni. Ehhez gépeket alig kaptak. Robbanóanyagok, csákány és lapát volt a segítségükre a munkában. A part menti hegyeken volt a legnehezebb és a legveszélyesebb dolgozni, sok munkás vesztette itt életét. A sors azonban néha különös módon jutalmazta meg az útépítőket. 1924-ben például egy gőzhajó zátonyra futott Cape Patton közelében. Kénytelenek voltak megválni a rakományuktól (500 hordó sör), amit a munkások kaptak meg.

## Tizenkét Apostol

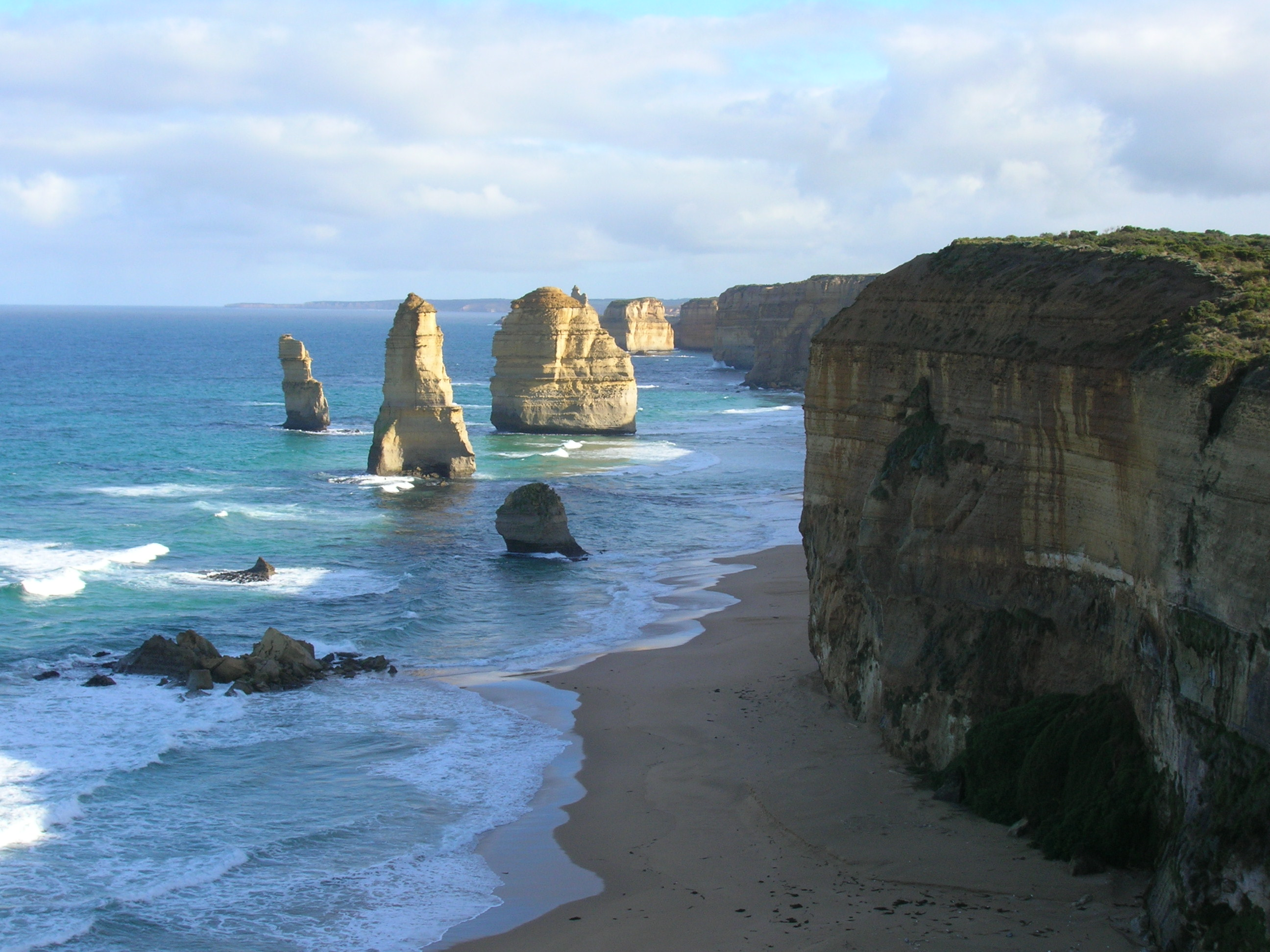
A Tizenkét Apostol

A Tizenkét Apostol (Twelve Apostles) tanúkövek egymásutánja. Ezek az óriási, tengerből kinövő oszlopok a Port Campbell Nemzeti Park látványosságai. Az Apostolok hátterében álló mészkő-sziklafalak 70 méter magasak, a sziklaoszlopok közül a legmagasabb 46 méter. Az Apostolok a szél és a tengervíz állandó erodáló munkája révén nyerték el mai formájukat. A nyughatatlan óceán és a szelek fokozatosan pusztították a mészkövet. Először barlangokat, majd azokat tovább pusztítva kapukat hoztak létre. Amikor a kapuk összeomlottak, különálló, magas homok és mészkő sziklaszigetek maradtak a parton. Így alakultak ki az Apostolok, és a partszakasz többi geológiai formációja. A sziklák még mai is évente 2,5 cm-t pusztulnak. Ez a part menti kiálló sziklákból további „apostolok” kialakulásához vezethet. 